# Сукільські водоспади
Су́кі́льські водоспа́ди — водоспади в Українських Карпатах, в масиві Сколівські Бескиди. Розташовані на струмках Сукіль-Плайський, Сукіль-Набивківський та Бережки (праві притоки річки Сукіль), в межах і на околицях села Сукіль Болехівської міськради Івано-Франківської області. 
Перший водоспад — Сукільський Нижній— заввишки 2,5 м. Розташований ліворуч від центральної дороги, при в'їзді в село Сукіль, перед церквою Святого Михаїла. 
Другий та третій — Сукіль-Плайський (8 м) та Сукіль-Плайський верхній (4 м) на однойменному струмку на відстані 150—200 м один від одного. 
Четвертий — Сукільський Верхній (3 м) на відстані близько 500 м від Сукіль-Плайського і Сукіль-Плайського Верхнього. 
П'ятий — Сукіль-Набивківський (5 м) на відстані приблизно 3,5 км за околицею села, в районі гори Набивки (1265 м). 
Шостий — Дика Баба (4 м) на північний захід від сільського цвинтаря на відстані бл. 1 км, на струмку Бережки (400—500 м до струмка вліво від цвинтаря, далі яром до водоспаду паралельно потоку проти течії приблизно 500—600 м). 
Сьомий та восьмий — Хащуватий (двокаскадний, загальна висота бл. 7 м, існує в період дощів, в посушливу погоду — пересихає) і Хащуватий Верхній (1,5 м) на відстані 200 м один від одного на хуторі Хащуватий. 
Водоспади особливо мальовничі після рясних дощів або під час танення снігу.

## Світлини та відео

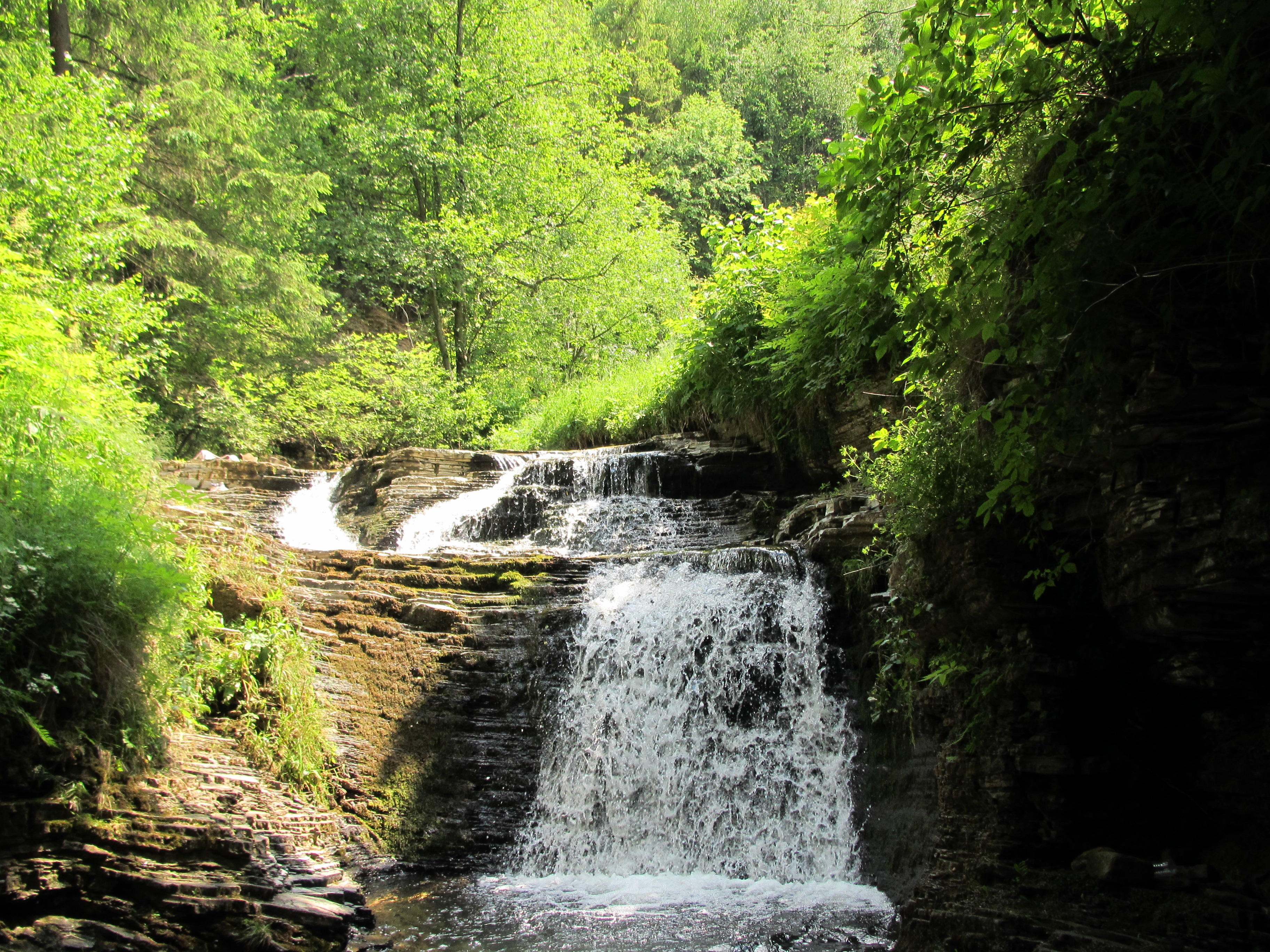
Водоспад Сукільський верхній
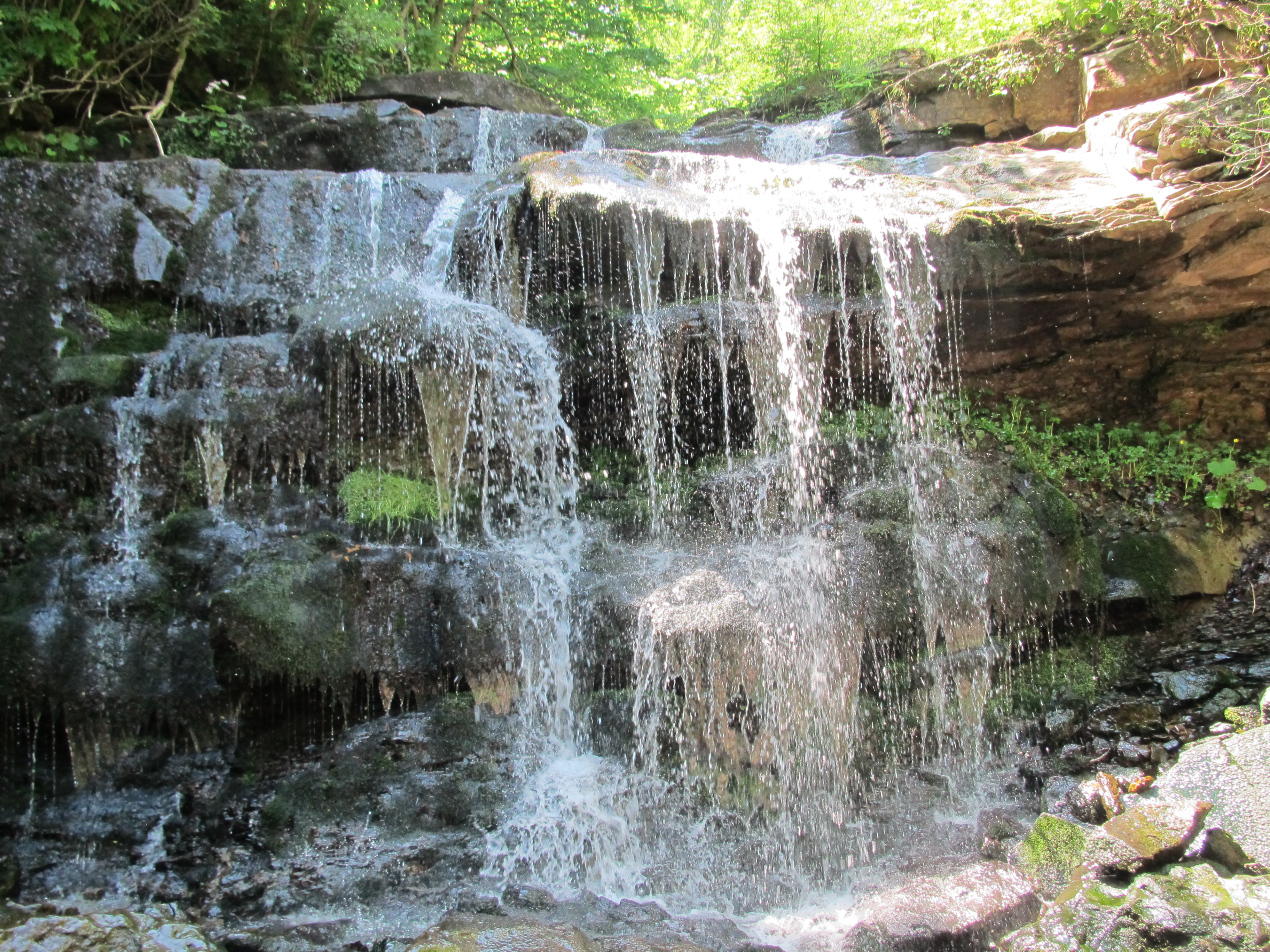
Сукіль-Набивківський водоспад
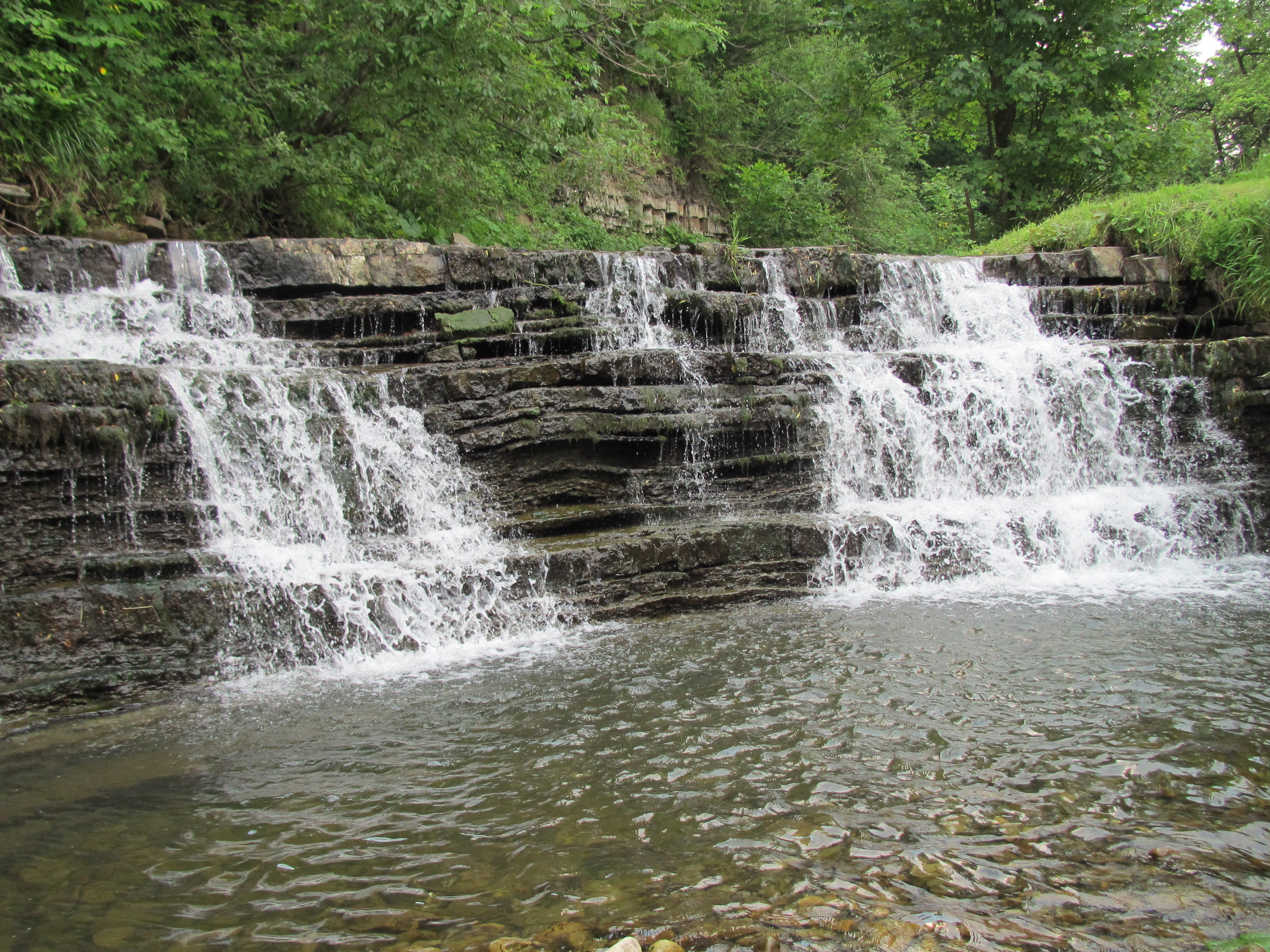
Водоспад Сукільський нижній
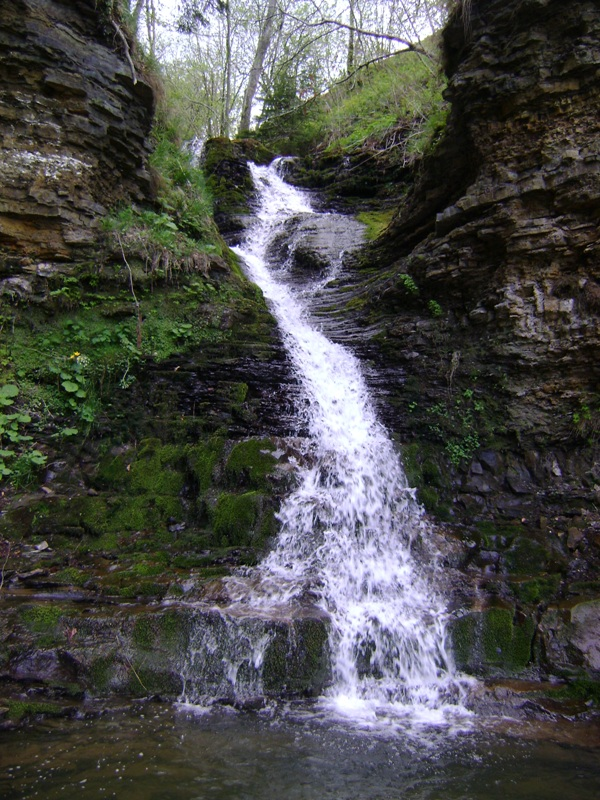
Сукіль-Плайський водоспад
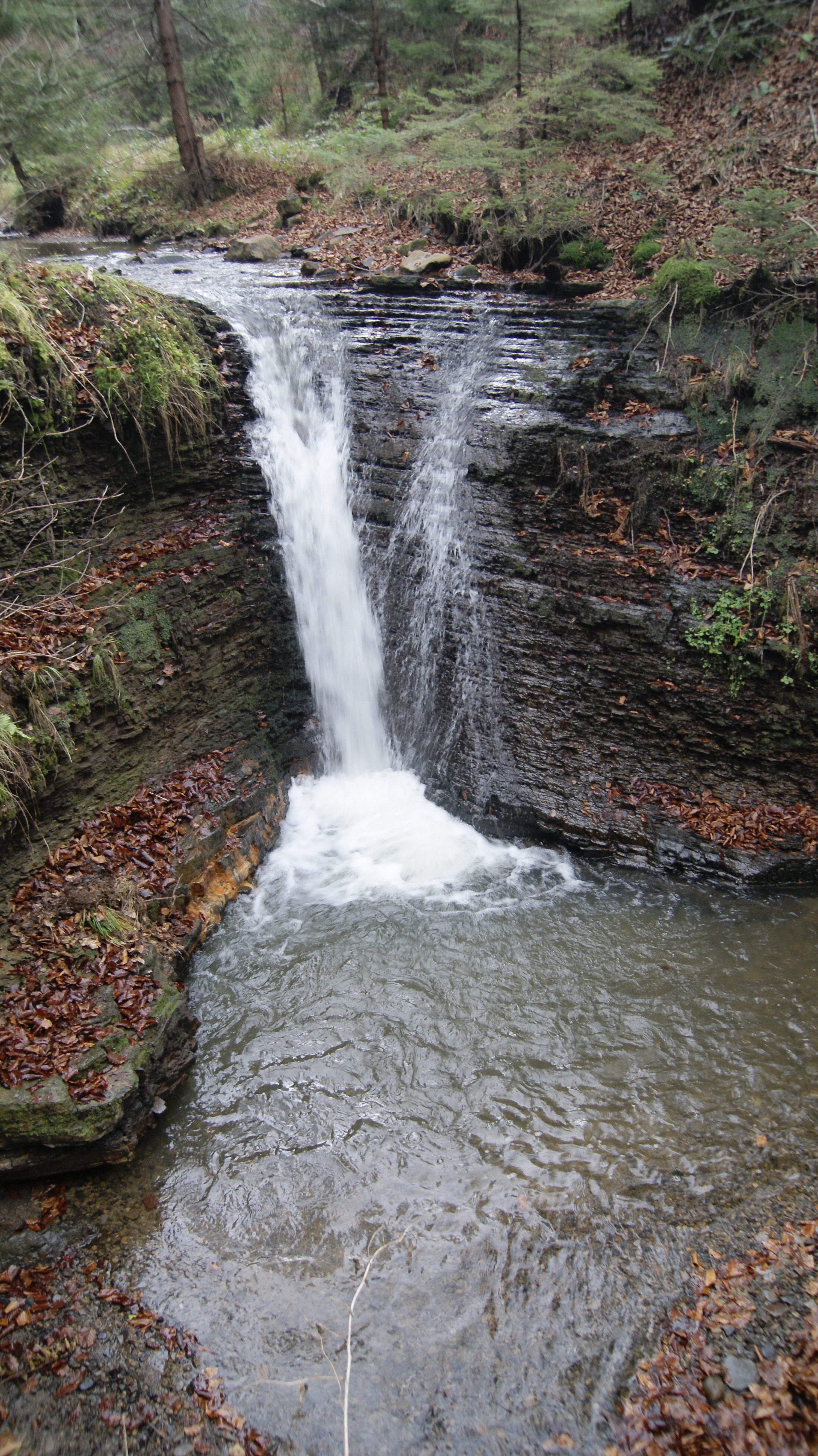
Водоспад Сукіль-Плайський верхній
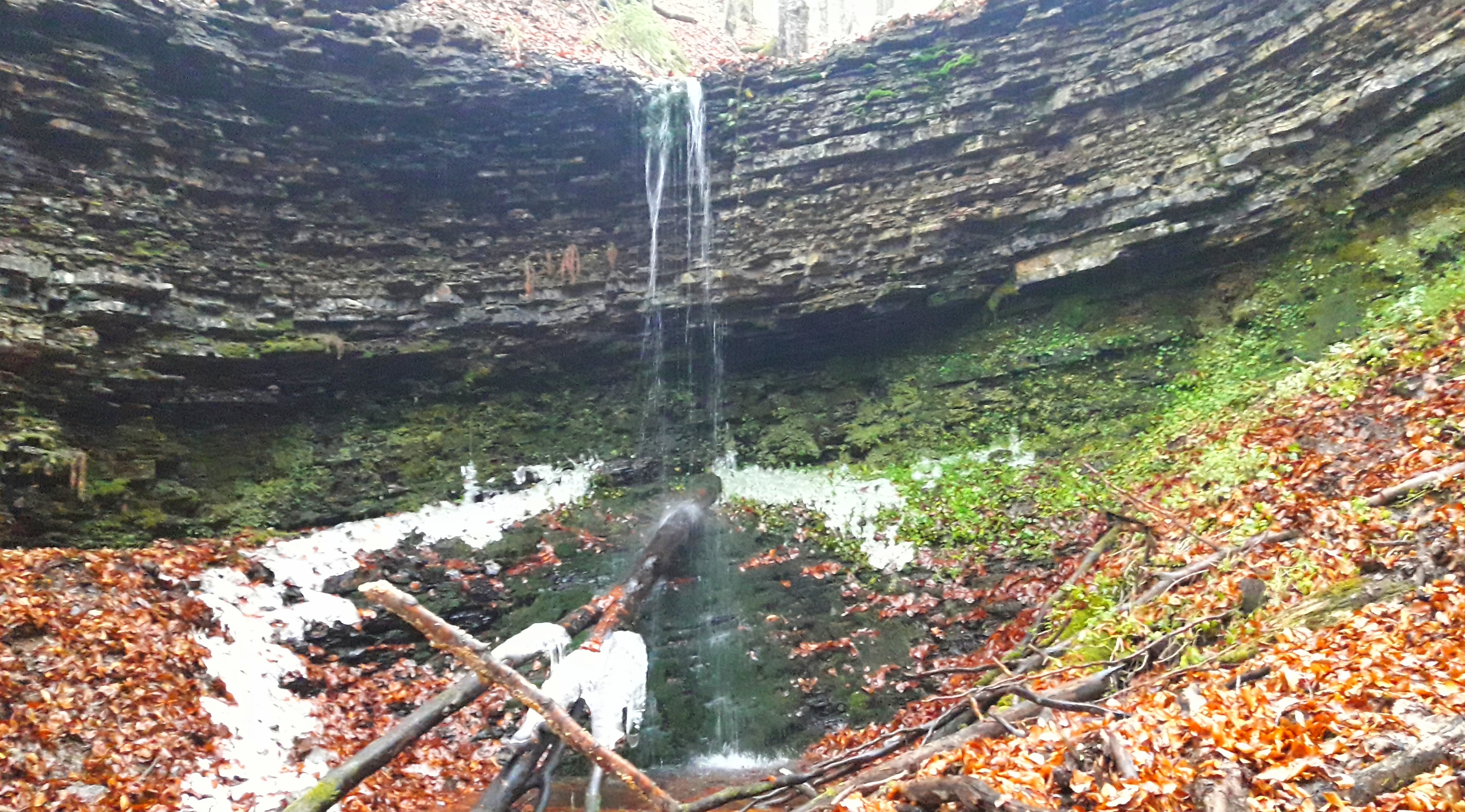
Водоспад Дика Баба
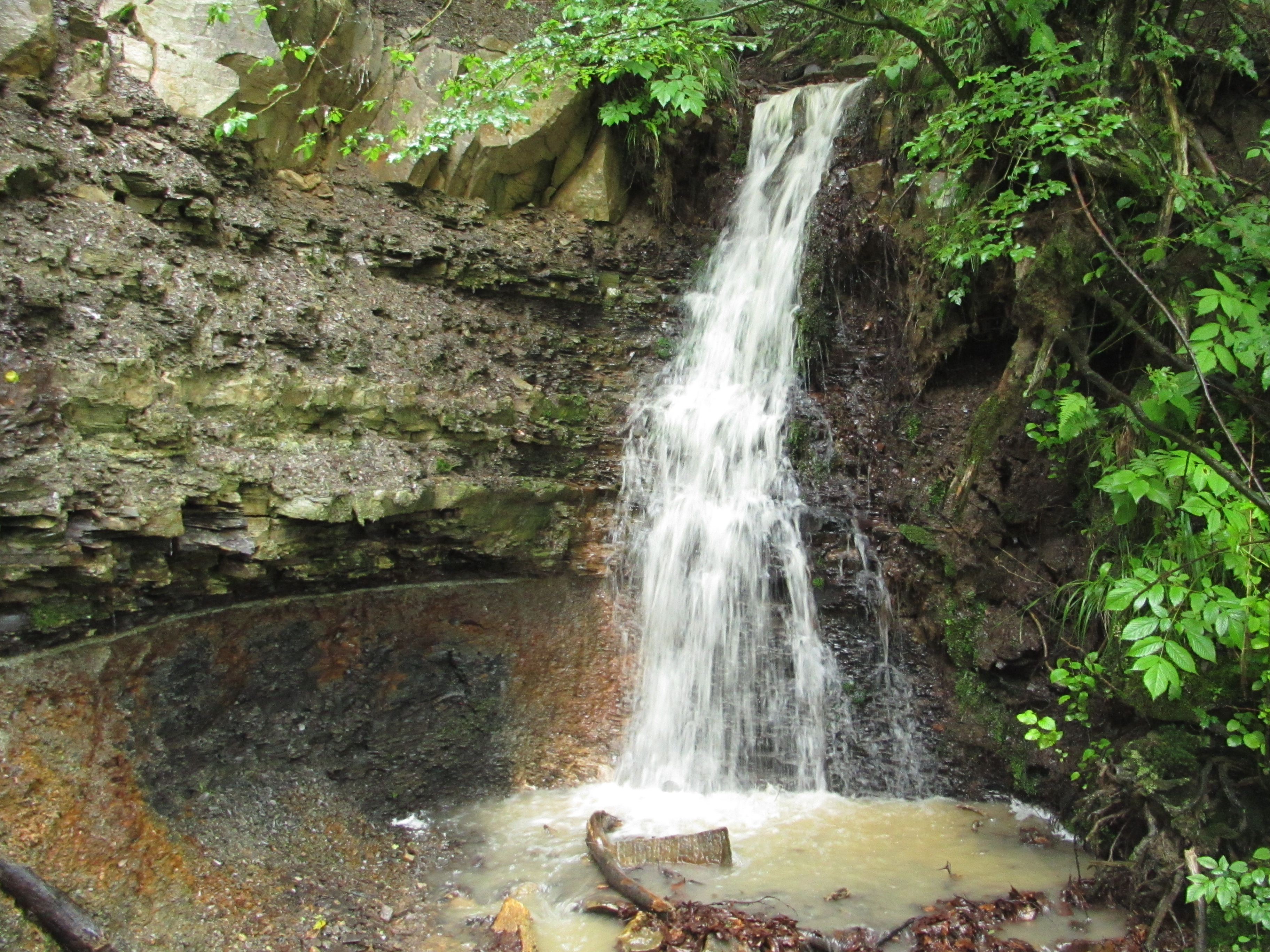
Верхній каскад водоспаду Хащуватий
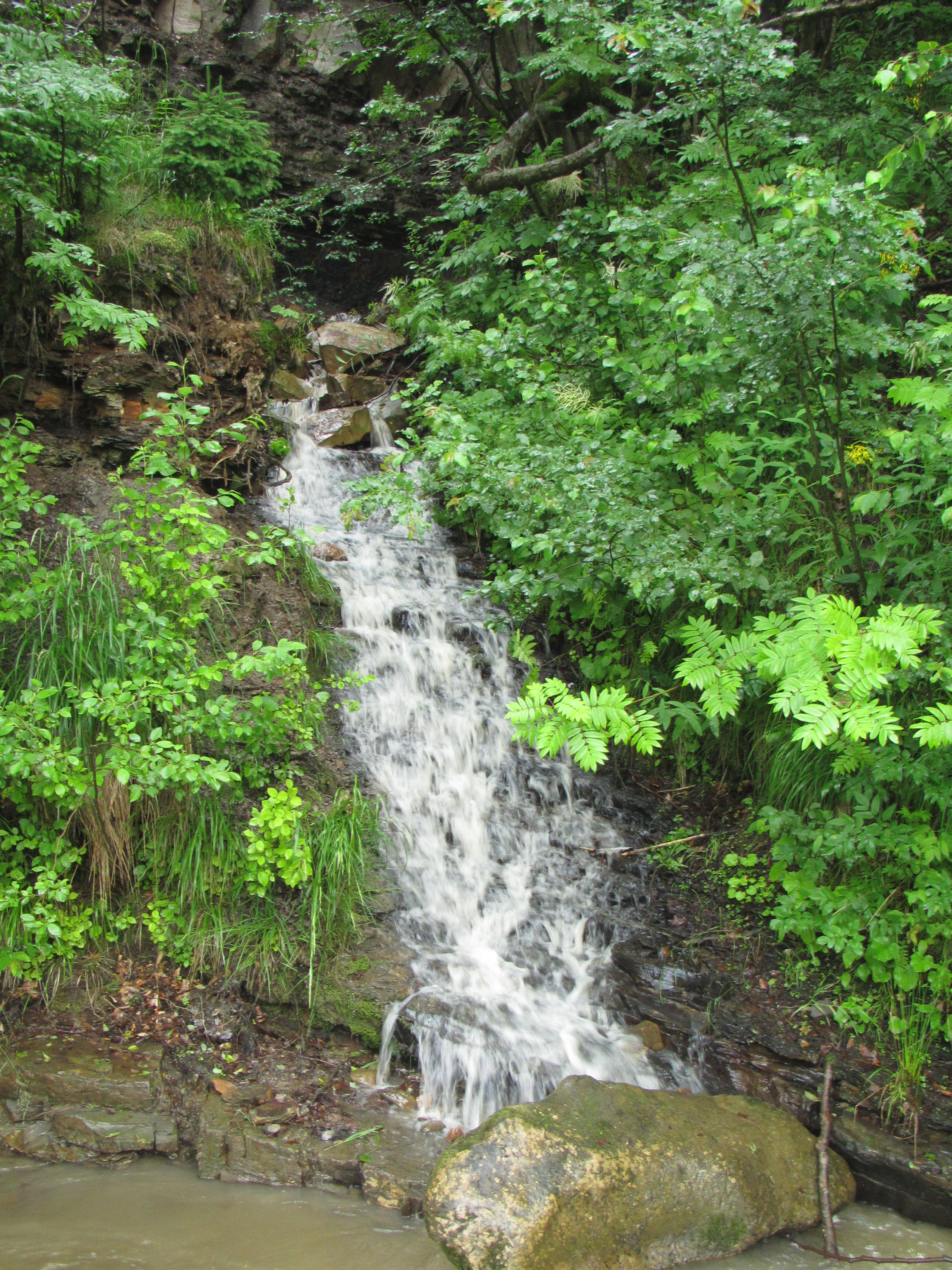
Нижній каскад водоспаду Хащуватий
- Водоспад Хащуватий верхній